# Banksia ser. Dryandra
Banksia ser. Dryandra es una serie de 94 especies de arbustos o de pequeños árboles en el género de la planta Banksia. Era considerado un género separado llamado Dryandra hasta principios de 2007, cuando se fusionó con Banksia sobre la base de una amplia evidencia molecular y morfológica.
Sólo se encuentran en la esquina suroeste de Australia Occidental. Ellos nunca han sido populares entre los jardineros entre el resto de Australia debido a su aversión a las condiciones húmedas y subtropicales que dominan la costa este.
La serie fue nombrado en honor del sueco botánico Jonas C. Dryander.
Son sin duda unas de las especies más atractivas y llamativas de todos los miembros de Proteaceae.
Las especies de Banksia ser. Dryandra son utilizadas como plantas de alimento por las larvas de algunas especies de lepidópteros, incluyendo el Carthaea saturnioides. 

## Especies
- B. acanthopoda
- B. acuminata
- B. alliacea
- B. anatona
- B. arborea
- B. arctotidis
- B. armata
- B. aurantia
- B. bella
- B. bipinnatifida
- B. biterax
- B. borealis
- B. brunnea
- B. calophylla
- B. carlinoides
- B. catoglypta
- B. cirsioides
- B. columnaris
- B. comosa
- B. concinna
- B. corvijuga
- B. cynaroides
- B. cypholoba
- B. dallanneyi
- B. densa
- B. drummondii
- B. echinata
- B. epimicta
- B. erythrocephala
- B. falcata
- B. fasciculata
- B. fililoba
- B. foliolata
- B. foliosissima
- B. formosa
- B. fraseri
- B. fuscobractea
- B. glaucifolia
- B. heliantha
- B. hewardiana
- B. hirta
- B. horrida
- B. idiogenes
- B. insulanemorecincta
- B. ionthocarpa
- B. kippistiana
- B. lepidorhiza
- B. meganotia
- B. mimica
- B. montana
- B. mucronulata
- B. nana
- B. nivea
- B. nobilis
- B. obovata
- B. obtusa
- B. octotriginta
- B. pallida
- B. pellaeifolia
- B. platycarpa
- B. plumosa
- B. polycephala
- B. porrecta
- B. prolata
- B. proteoides
- B. pseudoplumosa
- B. pteridifolia
- B. purdieana
- B. rufa
- B. rufistylis
- B. sclerophylla
- B. seneciifolia
- B. serra
- B. serratuloides
- B. sessilis
- B. shanklandiorum
- B. shuttleworthiana
- B. splendida
- B. squarrosa
- B. stenoprion
- B. strictifolia
- B. stuposa
- B. subpinnatifida
- B. tenuis
- B. tortifolia
- B. tridentata
- B. trifontinalis
- B. undata (Urchin Dryandra)
- B. vestita (Summer Dryandra)
- B. viscida (Sticky Dryandra)
- B. wonganensis
- B. xylothemelia